# Circonscription de Mekele
La circonscription de Mekele est une des 38 circonscriptions législatives de l'État fédéré du Tigré, elle correspond à la ville de Mekele (13° 30′ N, 39° 28′ E). Son représentant actuel est Adissalem Baliema Abay.